# Museo de Sherlock Holmes
El Museo de Sherlock Holmes es un museo privado en Londres, Inglaterra, dedicado al famoso detective de ficción Sherlock Holmes. Es el primer museo del mundo dedicado al personaje literario Sherlock Holmes. Fue inaugurado en 1990 y está situado en el número 221B de Baker Street,  con permiso de la ciudad de Westminster, aunque se encuentra entre los números 237 y 241, cerca del extremo norte de Baker Street en el centro de Londres, cerca de Regent's Park.
La casa georgiana que ocupa el museo como "221B Baker Street" fue construida en 1815. Anteriormente se utilizó como pensión desde 1860 hasta 1936. Abarca el período de 1881 a 1904, cuando las historias describen a Sherlock Holmes y al doctor Watson residiendo allí como inquilinos de la señora Hudson. La casa es parte de la casa adosada de 237-241 Baker Street, que está catalogada como Grado II en la Lista del Patrimonio Nacional de Inglaterra. El museo presenta exhibiciones de elementos de varias adaptaciones diferentes de Sherlock Holmes y recreaciones de escenas de la serie de Granada Television de 1984 Sherlock Holmes.

## Imágenes

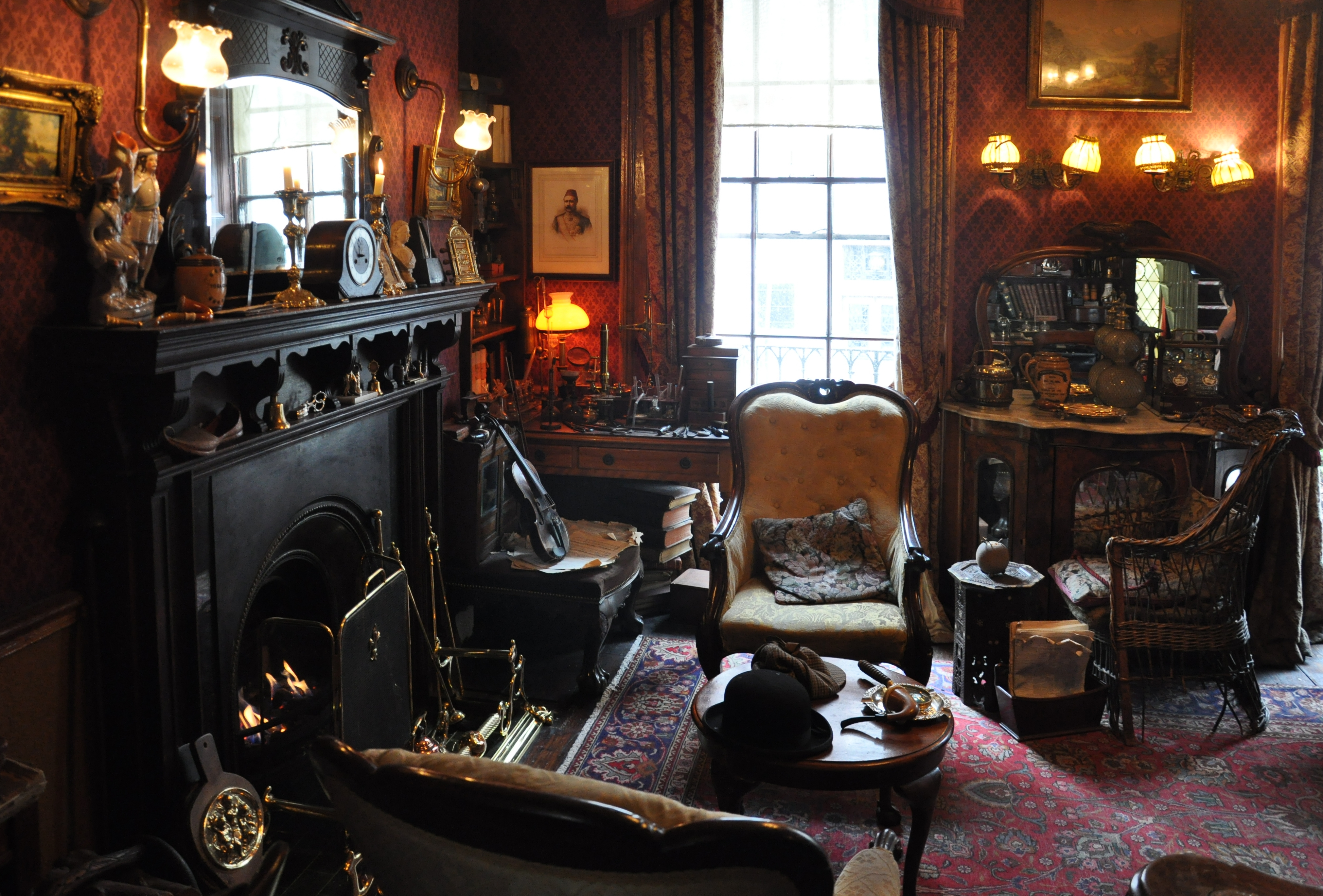
"El Salón"
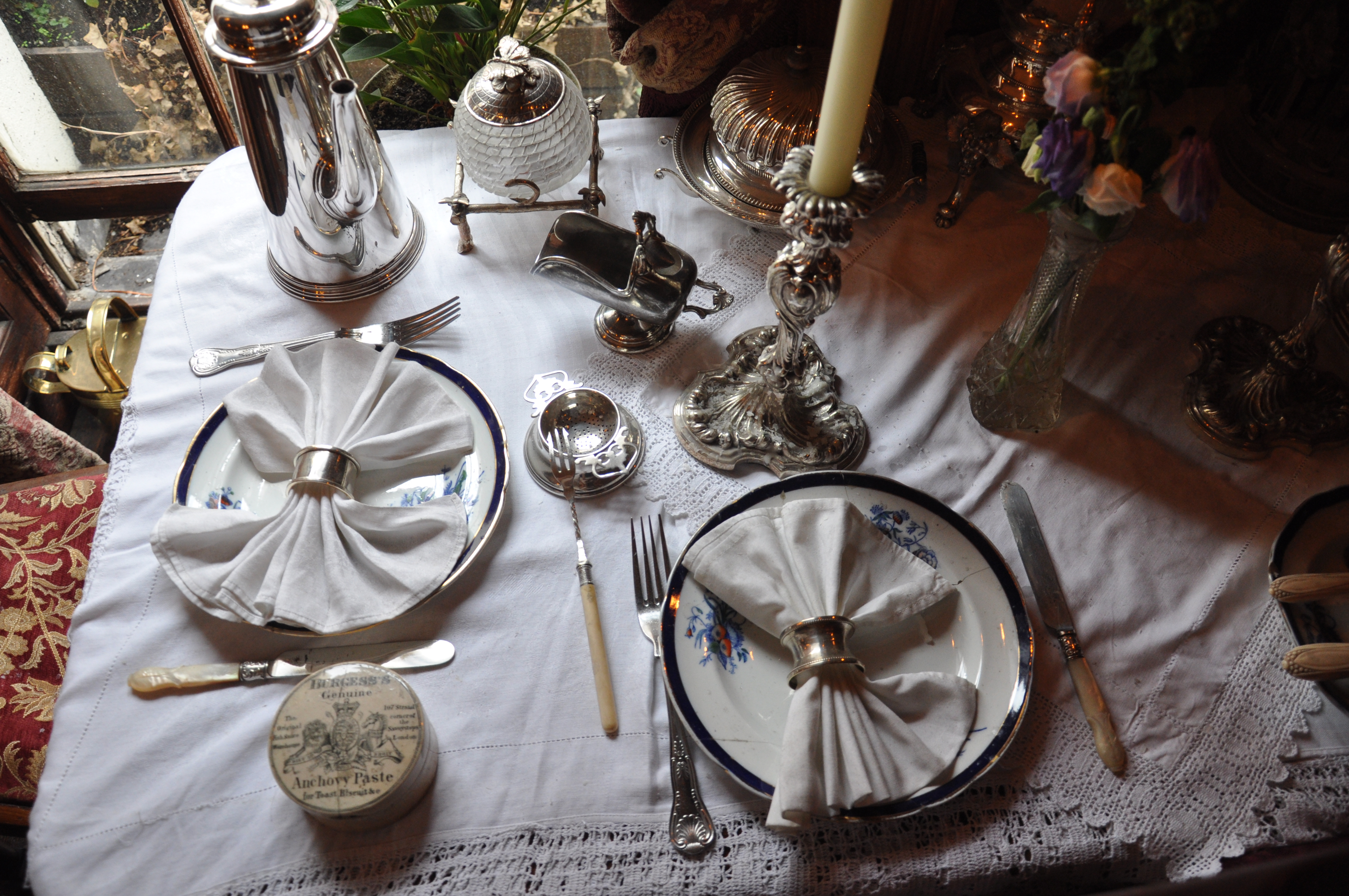
La mesa en la "Habitación de Sherlock Holmes"
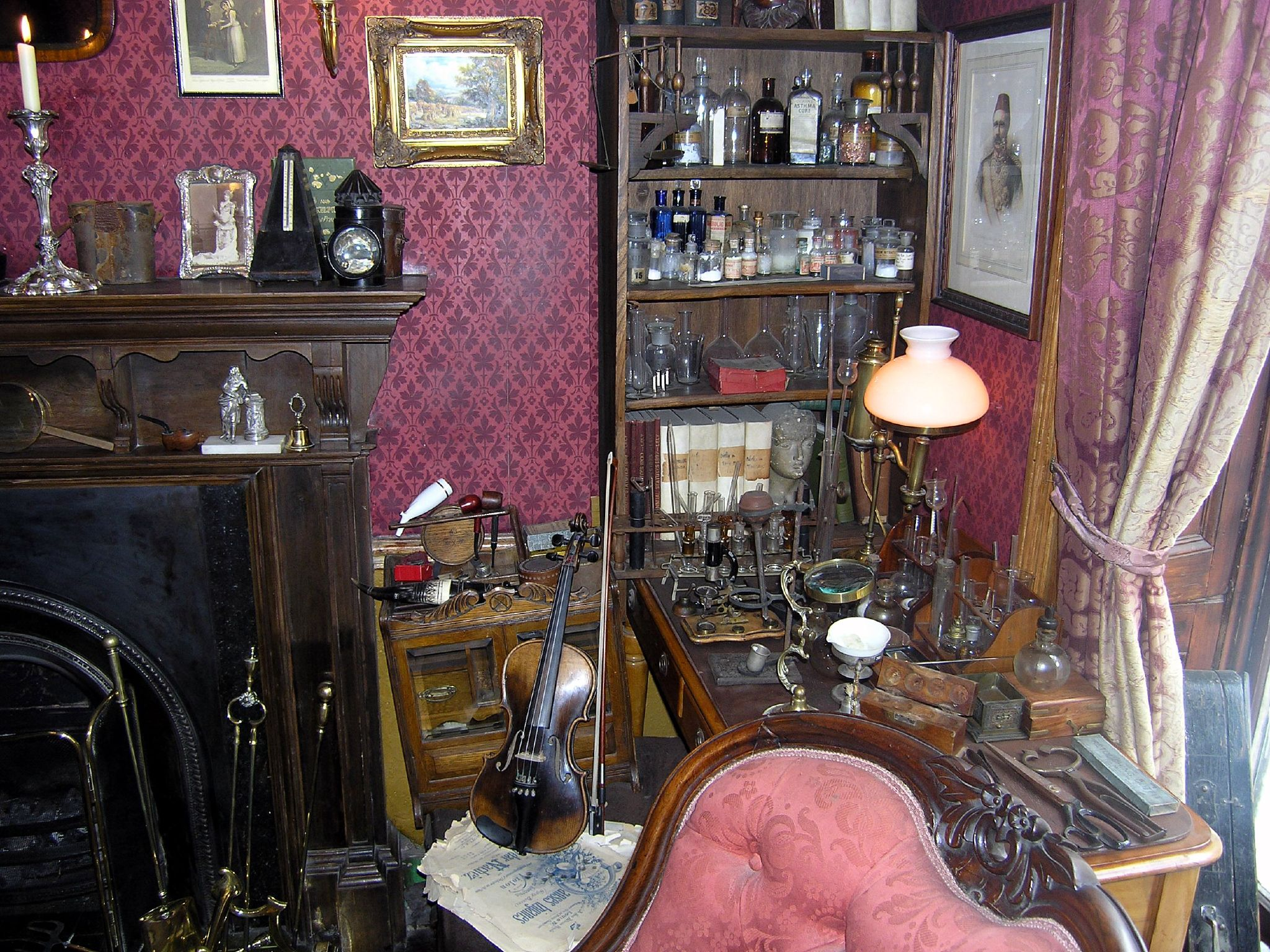
El laboratorio de Sherlock
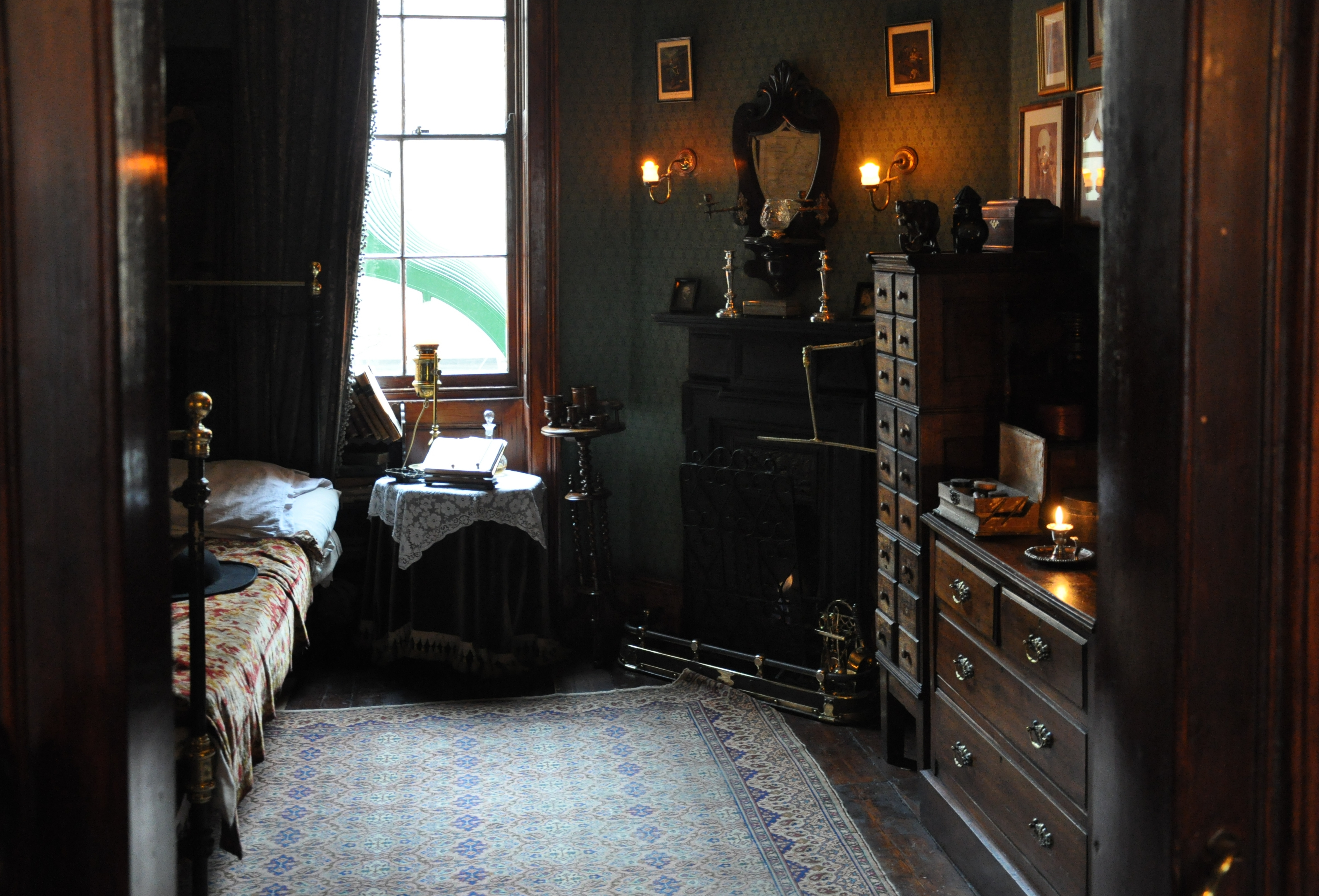
"El dormitorio de Holmes"
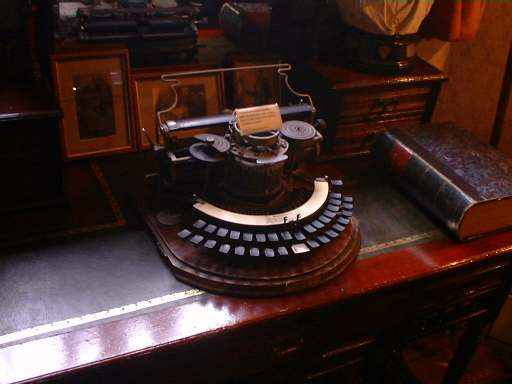
La máquina de escribir a finales del siglo XIX
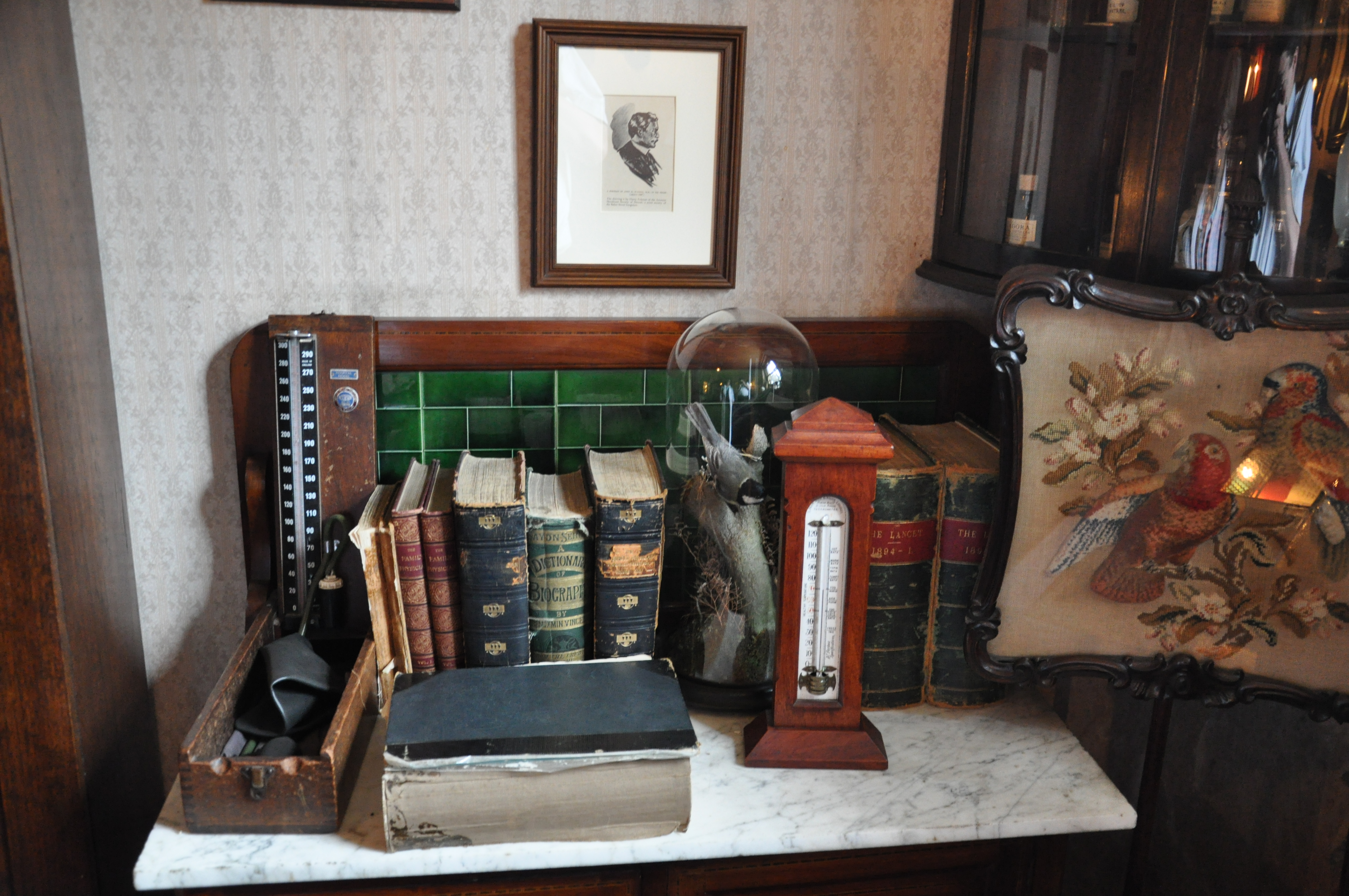
"La habitación del Dr. Watson", libros
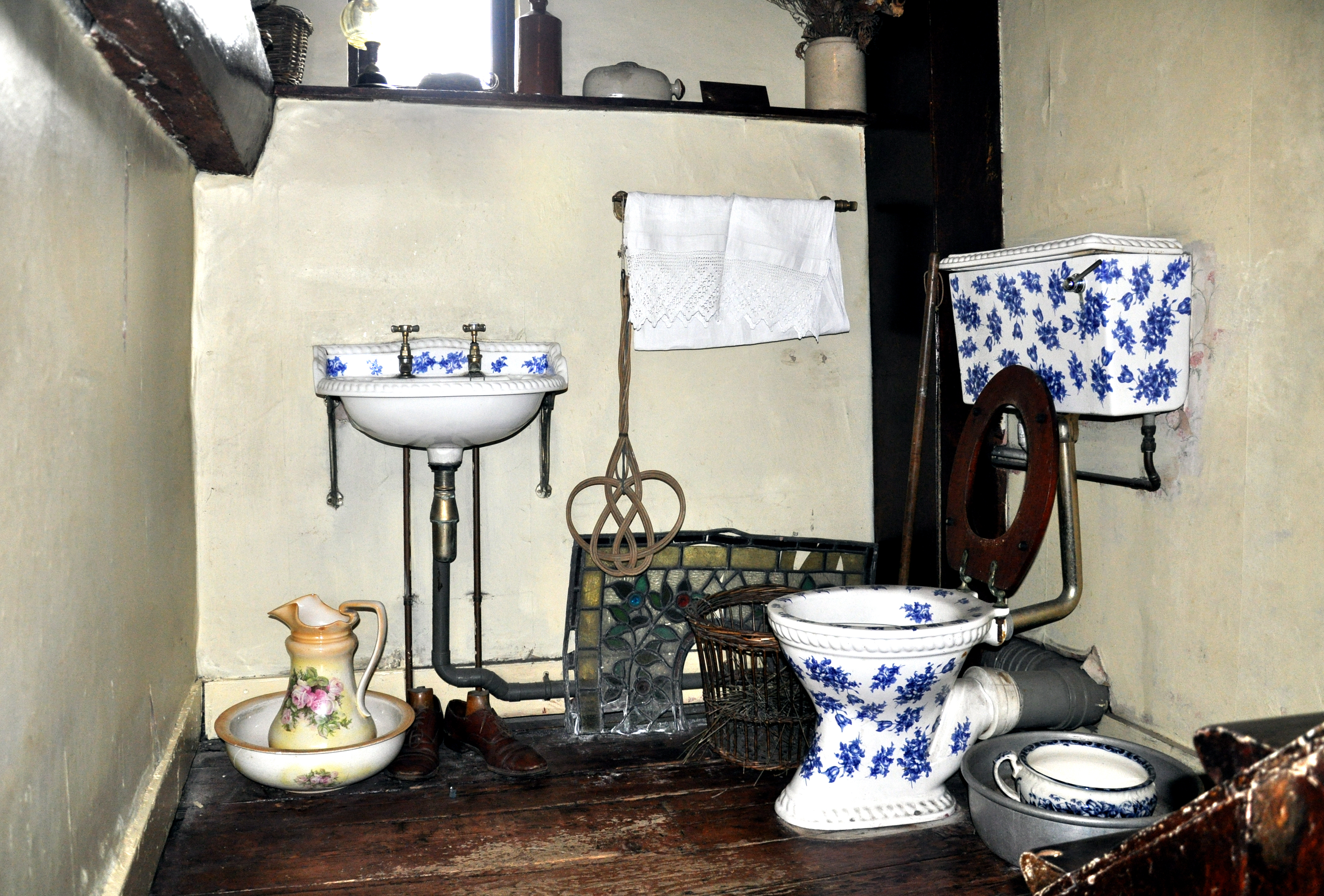
Baño
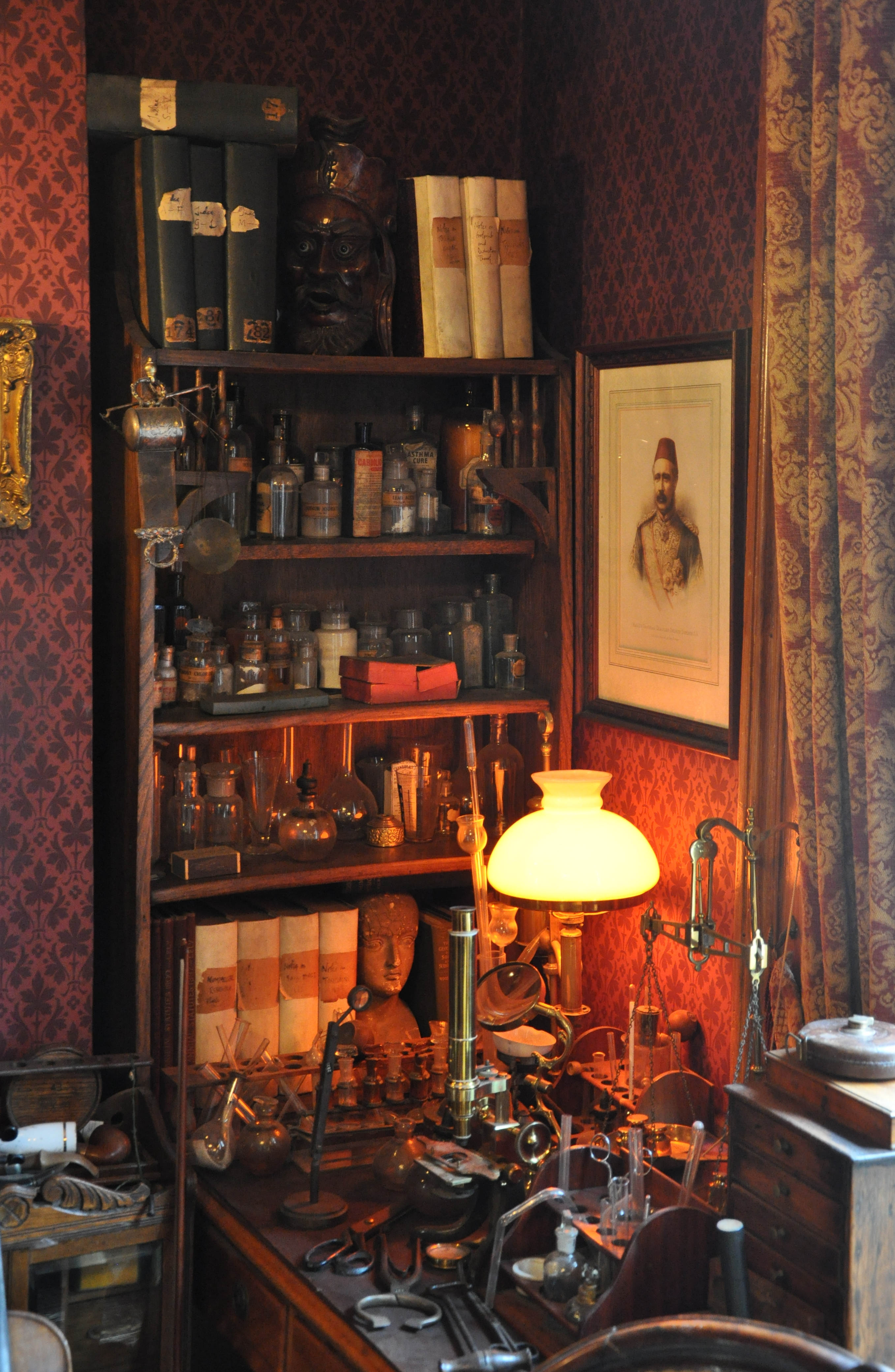
"El Estudio"
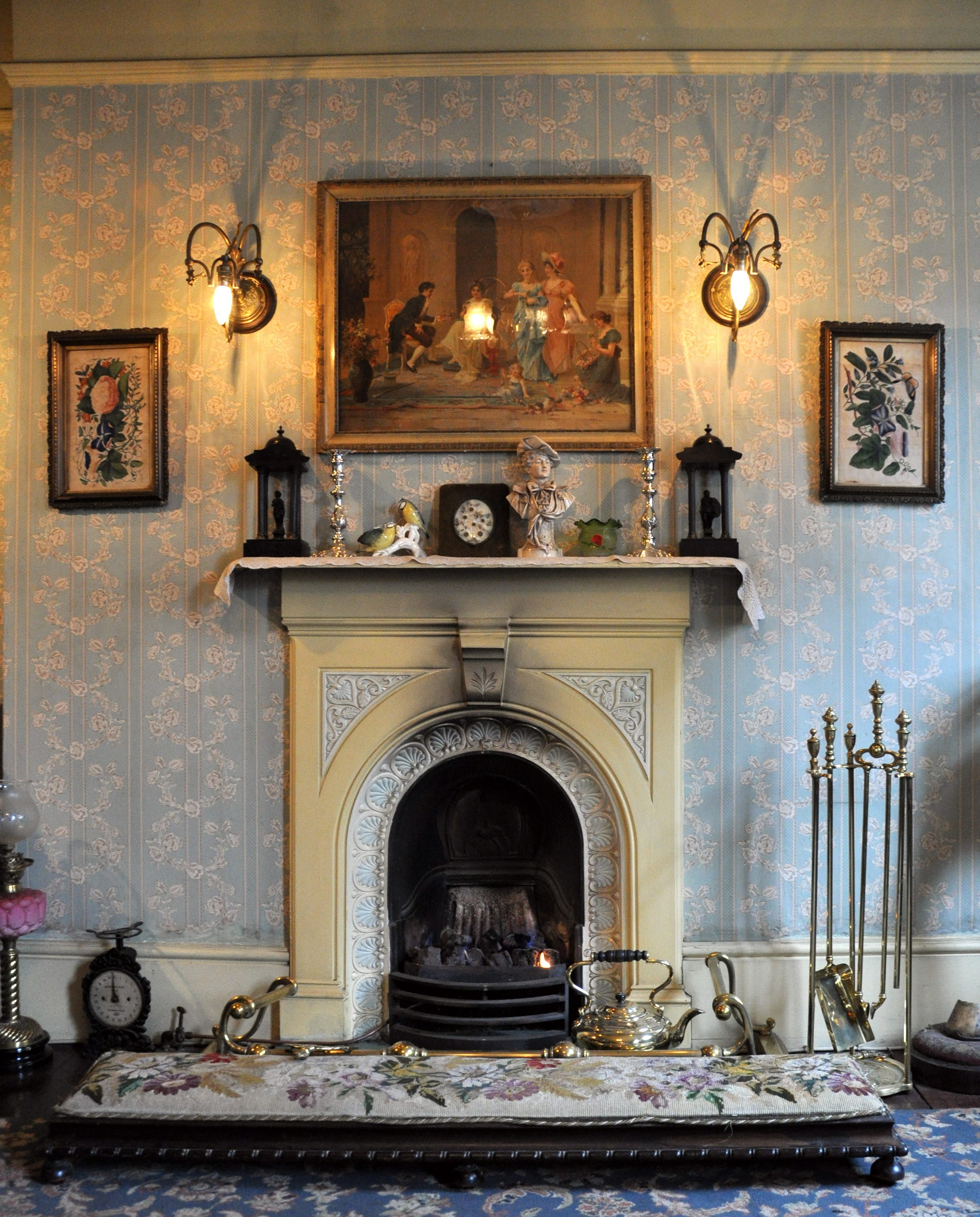
"La habitación de la señora Hudson", chimenea
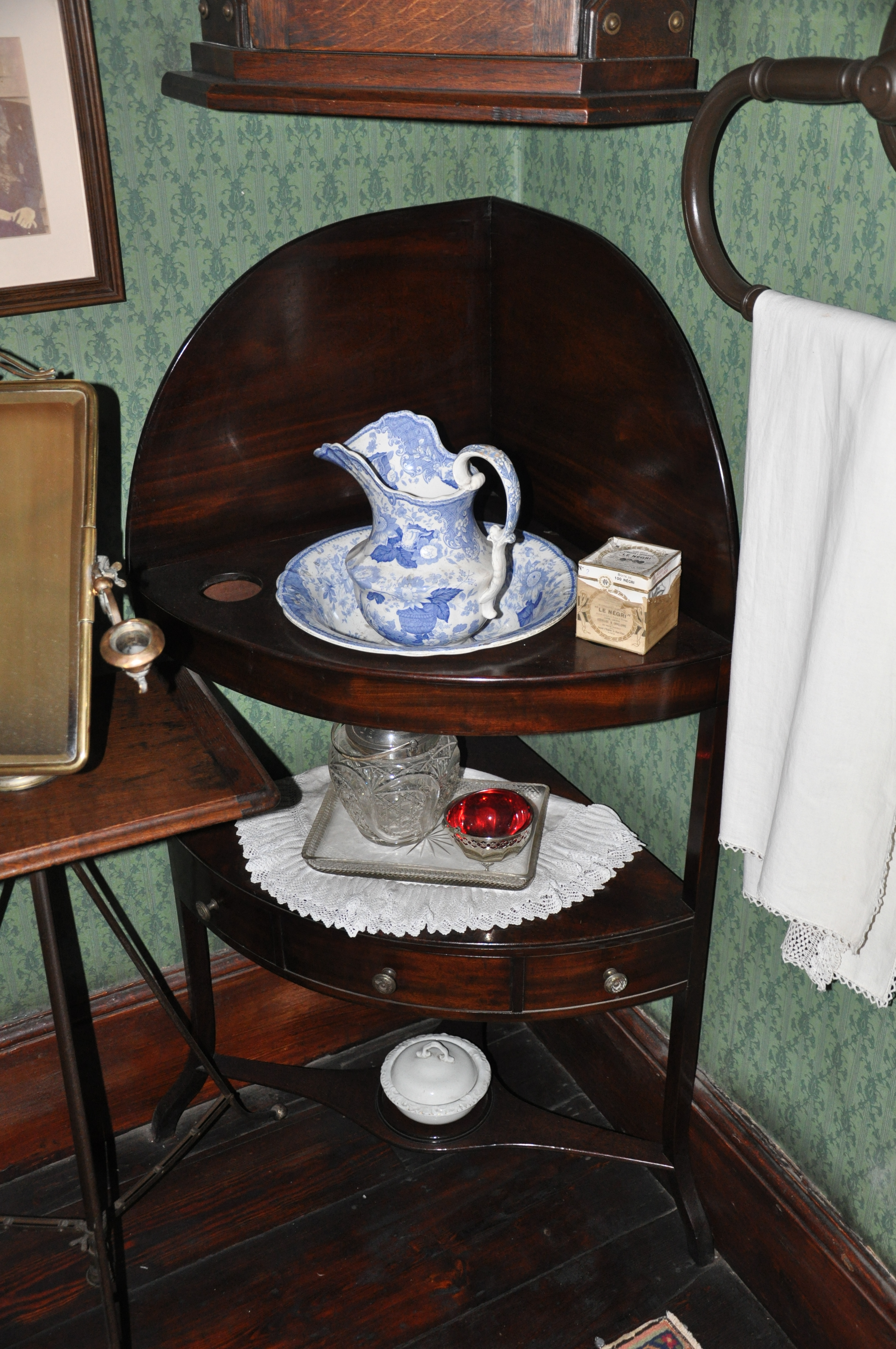
"La habitación de la señora Hudson", lavabo